# Aizoanthemum
Aizoanthemum é um género botânico pertencente à família Aizoaceae.
É nativo de Namibia e Angola. Apresenta seis espécies. Antes de possuirem seu próprio gênero, estas espécies eram consideradas um subgênero de  Aizoon.

## Espécies
- Aizoanthemum dinteri
- Aizoanthemum galenioides
- Aizoanthemum hispanicum
- Aizoanthemum membrumconnectens
- Aizoanthemum mossamedense
- Aizoanthemum rehmannii